# Пинсути, Чиро
Чиро Пинсути (итал. Ciro Pinsuti; 9 мая 1828 года, Синалунга, великое герцогство Тоскана — 10 марта 1888 года, Флоренция, королевство Италия) — итальянский композитор.

## Биография
Чиро Пинсути родился 9 мая 1828 года в Синалунге, в великом герцогстве Тоскана в семье музыканта Джованни Баттисты Пинсути и Марии Маддалены Формики. Уже в раннем детстве в нём проявились способности к музыке. Его первым учителем был друг отца. 7 марта 1840 года, в возрасте 12 лет состоялось дебютное выступление будущего композитора в театре Морлакки в Перудже. Он был первой скрипкой в оркестре. Затем отец взял его в Рим, где смог устроить сыну бесконечную чреду фортепианных концертов в домах самых влиятельных аристократических семей города. Он надеялся таким образом помочь юному гению поступит в Академию Святой Цецилии.
Во время одного из таких выступлений, талант Чиро Пинсути был замечен английским аристократом Генри Драммондом. Он предложил оплатить дальнейшее музыкальное образование будущего композитора в Лондоне. Здесь Чиро Пинсути в течение пяти лет учился игре на фортепиано и скрипке, после чего продолжил образование у Джоаккино Россини в Болонье. По совету знаменитого учителя, ставшего ему другом, в 1848 году вернулся в Лондон.
В Лондоне днём он давал уроки музыки, а ночью сочинял музыку. В Ньюкасле им было основано музыкальное общество. В 1856 году получил место преподавателя вокала со званием профессора в Королевской музыкальной академии в Лондоне. В 1859 году написал гимн «Тебя Бога хвалим» (лат. Te Deum) в память о присоединении великого герцогства Тосканы к единой Италии. В 1871 году получил задание написать гимн Италии.
В 1973 году в Болонье была поставлена его опера «Венецианский купец» (итал. Il mercante di Venezia), а в 1877 году в Милане опера «Маттиа Корвино» (итал. Mattia Corvino). Стал почётным членом Академии Святой Цецилии в Риме. 7 сентября 1876 года был избран членом муниципального совета Синалунги и занимал эту должность до самой смерти.
В 1879 году в театре Синалунги поставил оперу «Трубадур» Джузеппе Верди. Оркестром дирижировал его брат Доминик Пинсути. В 1882 году сначала в Венеции, затем в 1885 году в Синалунге поставил одно из своих самых значительных произведений — оперу «Маргарита» (итал. La Margherita).
Чиро Пинсути умер во Флоренции 10 марта 1888 года.

## Творческое наследие
Творческое наследие композитора включает 3 оперы и многочисленные вокальные сочинения.